# Michael Carlin
Michael Carlin ist ein australischer Szenenbildner und Artdirector.

## Leben
Carlin begann seine Karriere im Filmstab 1990 als Bühnenbaumeister beim Science-Fiction-Film M.A.R.K. 13 – Hardware. Danach arbeitete er als Artdirector unter anderem an Backbeat über die frühen Jahre der Beatles. Seit 1997 ist er als Szenenbildner tätig. Zu seinen Filmen zählen unter anderem die Literaturverfilmung Ballfieber, die Filmkomödie Mr. Bean macht Ferien und das Actiondrama Brügge sehen… und sterben?. 2003 arbeitete er an der Pilotfolge der Fernsehserie Keen Eddie, dies war eines seiner bislang wenigen Engagements für das Fernsehen.
Für das Filmdrama Die Herzogin war er gemeinsam mit Rebecca Alleway 2009 für den Oscar in der Kategorie Bestes Szenenbild nominiert, die Auszeichnung ging in diesem Jahr jedoch an Der seltsame Fall des Benjamin Button. Auch bei den Satellite Awards ging Carlin mit Die Herzogin leer aus, hier gewann Australia.

## Filmografie (Auswahl)
- 1994: Backbeat
- 1997: Ballfieber (Fever Pitch)
- 2000: Nur Mut, Jimmy Grimble (There’s Only One Jimmy Grimble)
- 2001: Meine beste Freundin (Me Without You)
- 2002: The Heart of Me
- 2003: Was Mädchen wollen (What a Girl Wants)
- 2004: Ein verrückter Tag in New York (New York Minute)
- 2006: Der letzte König von Schottland – In den Fängen der Macht (The Last King of Scotland)
- 2007: Mr. Bean macht Ferien (Mr. Bean’s Holiday)
- 2008: Brügge sehen… und sterben? (In Bruges)
- 2008: Die Herzogin (The Duchess)
- 2011: Der Adler der neunten Legion (The Eagle)
- 2011: Lachsfischen im Jemen (Salmon Fishing in the Yemen)
- 2012: Red Tails
- 2012: The Reluctant Fundamentalist
- 2013: Redemption – Stunde der Vergeltung (Hummingbird)
- 2014: Die zwei Gesichter des Januars (The Two Faces of January)
- 2015: Suite française – Melodie der Liebe (Suite française)
- 2017: Bailey – Ein Freund fürs Leben (A Dog’s Purpose)
- 2018: Colette
- 2019: Marie Curie – Elemente des Lebens (Radioactive)
- 2020: Enola Holmes
- 2022: Enola Holmes 2

## Auszeichnungen (Auswahl)
- 2009: Oscar-Nominierung in der Kategorie Bestes Szenenbild für Die Herzogin